# (771) Либера
(771) Либера (лат. Libera) — астероид главного пояса, который принадлежит к спектральному классу X. Он был открыт 21 ноября 1913 года немецким астрономом Йозефом Реденом в Венской обсерватории и назван в честь друга первооткрывателя.

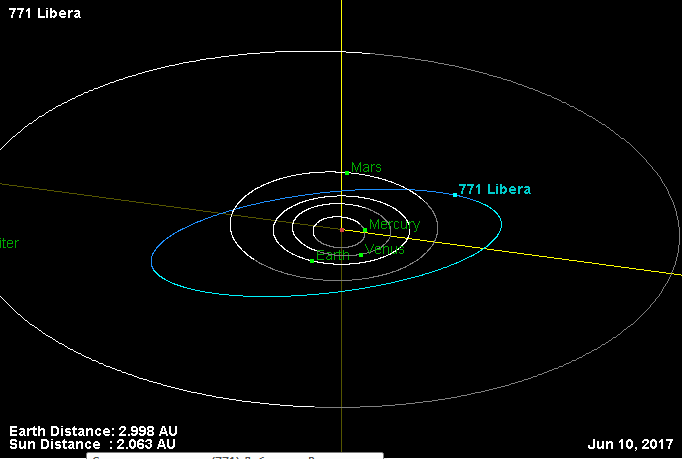
Орбита астероида Либера и его положение в Солнечной системе

Фотометрические наблюдения, проведённые в 1999 году в обсерватории Palmer Divide, позволили получить кривые блеска этого тела, из которых следовало, что период вращения астероида вокруг своей оси равняется 5,892 ± 0,002 часам, с изменением блеска по мере вращения 0,57 m, что согласуется с более ранними наблюдениями.
В зависимости от конкретного источника, данные о размерах астероида немного разнятся — от 28,91 до 29,38 км, а значение альбедо, на основании которых рассчитаны эти значения соответственно колеблются от 0,1226 до 0,141. Так, согласно данным космического инфракрасного телескопа IRAS, диаметр астероида составляет 29,38 ± 1,1 км (альбедо 0,1303 ± 0,010), данные с японского спутника Akari соответствуют 28,91 ± 0,72 км (0,141 ± 0,008), инфракрасный телескоп WISE даёт значение 29,33 км (0,1226), а более поздние наблюдения в рамках миссию NEOWISE дали результаты 29,000 ± 1,403 км (0,1299 ± 0,0158).